# Sparbankernas hus

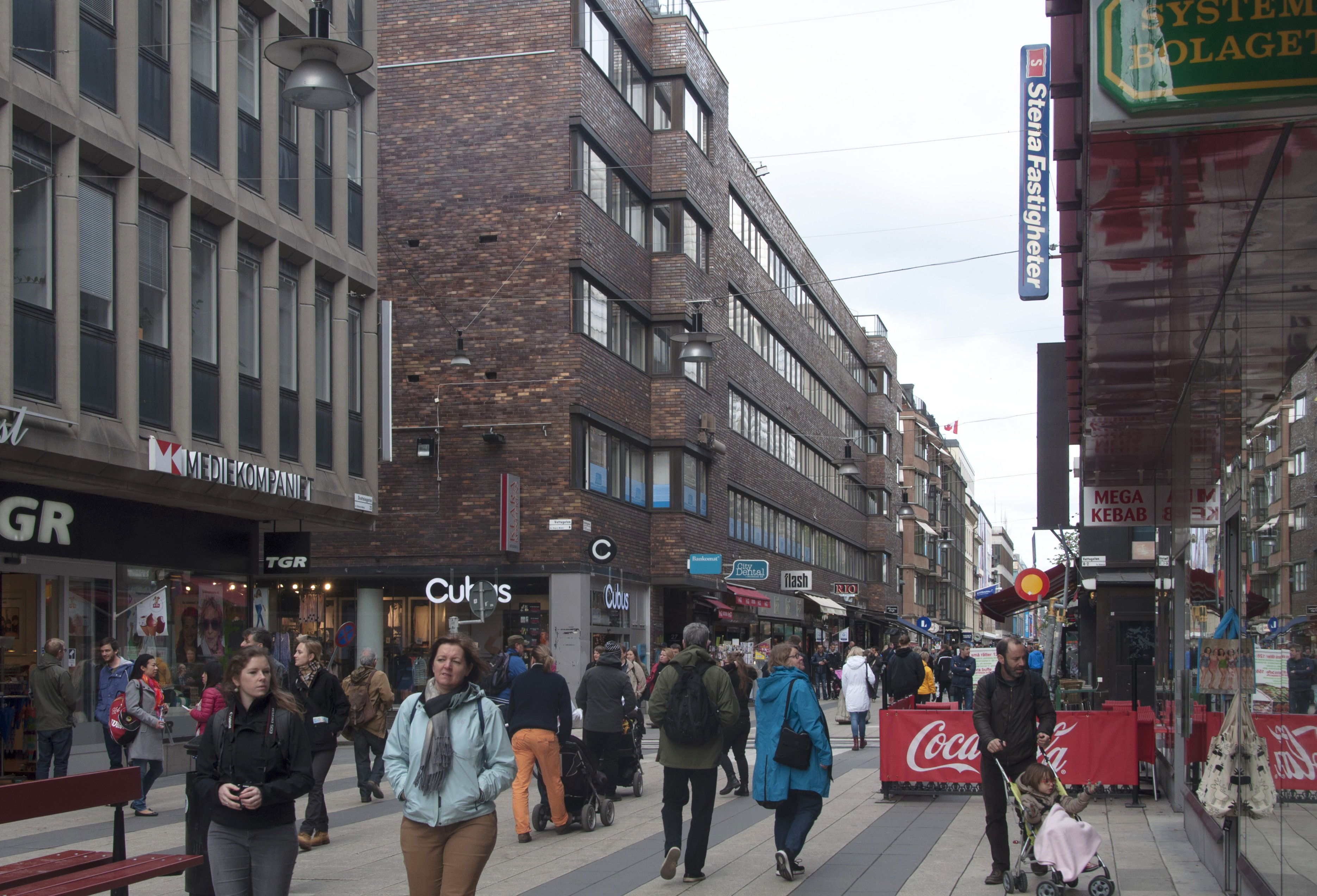
Drottninggatan norrut med Sparbankernas hus (till vänster), maj 2015.

Sparbankernas hus kallas en byggnad i kvarteret Hägern mindre vid Drottninggatan 27–29 på Norrmalm i Stockholm. Huset uppfördes 1970–1971 och innehöll lokaler för olika sparbanksavdelningar, därav namnet. Fastigheten är grönmärkt av Stadsmuseet i Stockholm vilket innebär att bebyggelsen bedöms vara särskilt värdefull från historisk, kulturhistorisk, miljömässig eller konstnärlig synpunkt.

## Byggnadsbeskrivning
På platsen fanns tidigare Wredeska palatset som uppfördes på 1690-talet. Palatset byggdes 1870 till mot norr. Åren 1906–1934 låg Hotell och Restaurant Kronprinsen i huset. 1965 började rivningen.

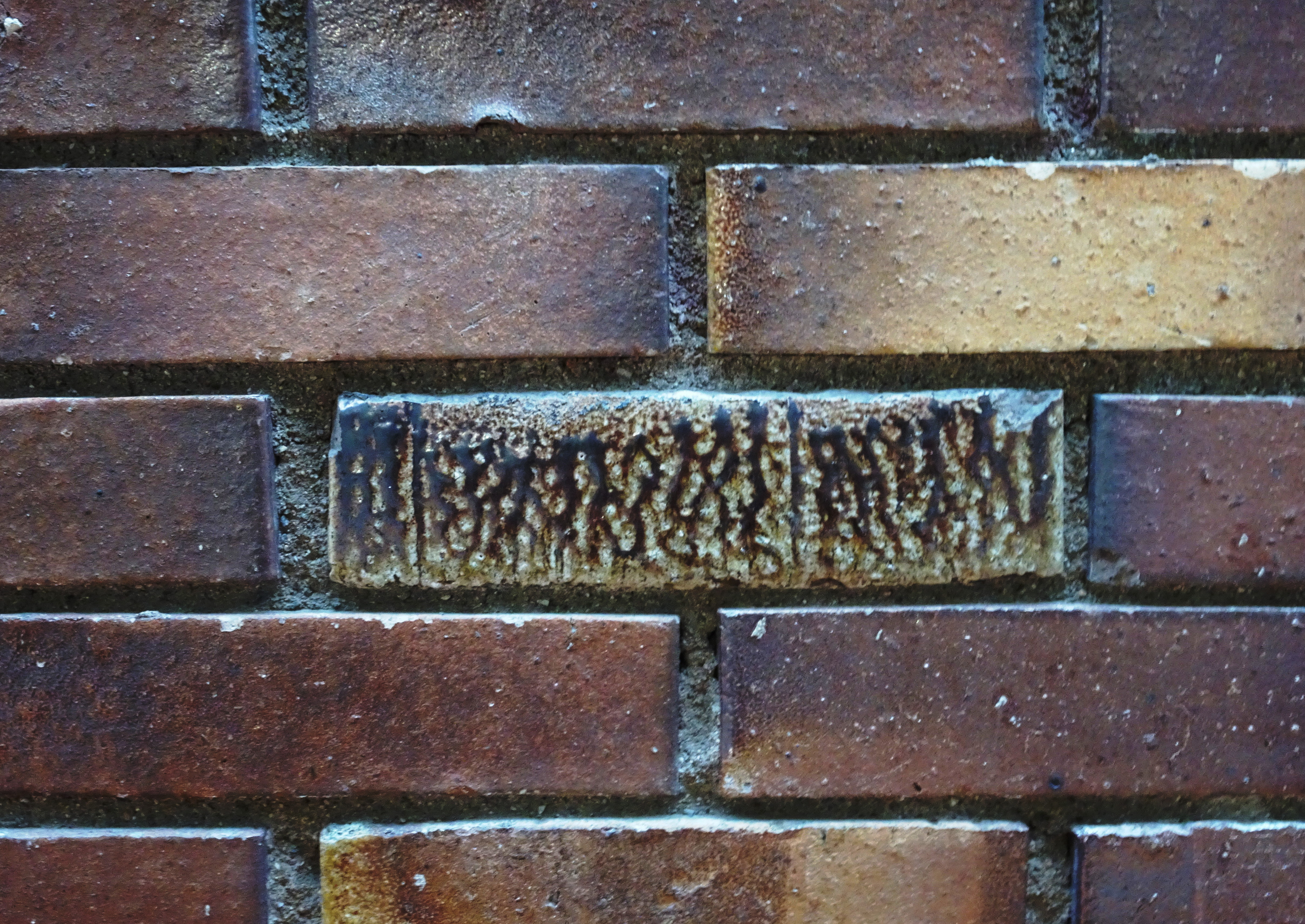
Fasaddetalj, tegel med glaserad yta.

Nuvarande byggnad, kallad Sparbankernas hus, restes i ramen för Norrmalmsregleringen när Klarakvarteren försvann. De tidigare fyra fastigheterna slogs ihop till en enda, Hägern mindre 7, som omges av Drottninggatan, Brunkebergsgatan, Klara östra kyrkogata och Vattugatan. Byggherre var saneringsavdelningen vid Stockholms stads fastighetskontor, som anlitade Boijsen & Efvergren arkitektkontor att gestalta huset och Tyréns att konstruera det. Byggmästare var Nils Nessen AB. Karin Björquist stod för den konstnärliga utsmyckningen. Byggnaden fick fem våningar, souterrängvåning och två källarvåningar samt indragen takvåning. Mot Klara kyrka trappar byggnaden av i höjd och har fyra våningar. 
Fasaden består av hårdbränt mörkbrunt fasadtegel där ytan är sintrad och på många stenar närmast glaserad vilket ger byggnaden ett delvis blankt, skimrande yttre. Över de båda entréerna avbryts de långa fönsterbanden av burspråksliknande utbyggnader av samma material som fasaderna i övrigt. Komplexet omsluter en överbyggd innergård som ursprungligen var öppen mot Klara kyrka.
I bottenvåningen anordnades butikslokaler och i källaren konferenslokaler samt en datacentral. De övriga våningsplanen hyrdes ut som kontor. Lokalytan omfattar cirka 19 000 m² BTA. Största hyresgäst var olika sparbanksorganisationer. Hushörnet mot Brunkebergsgatan smyckades av en vertikal text "Sparbankernas hus" med sparbankseken intill. Den 1 december 1970 flyttade bland annat Svenska sparbanksföreningen, Sparbankernas revisionsbyrå, Sparbankernas datacentraler och Svenska sparbankernas fastighetsbyrå in här. Sparbankernas arkitektkontor stod mellan 1975 och 1984 för en rad ombyggnader och anpassningar. Därefter flyttade Sparbanken ut igen. Sedan 2007 är fastighetsägaren Fabege. Bland hyresgästerna återfinns Sveriges Allmännytta.

## Bilder

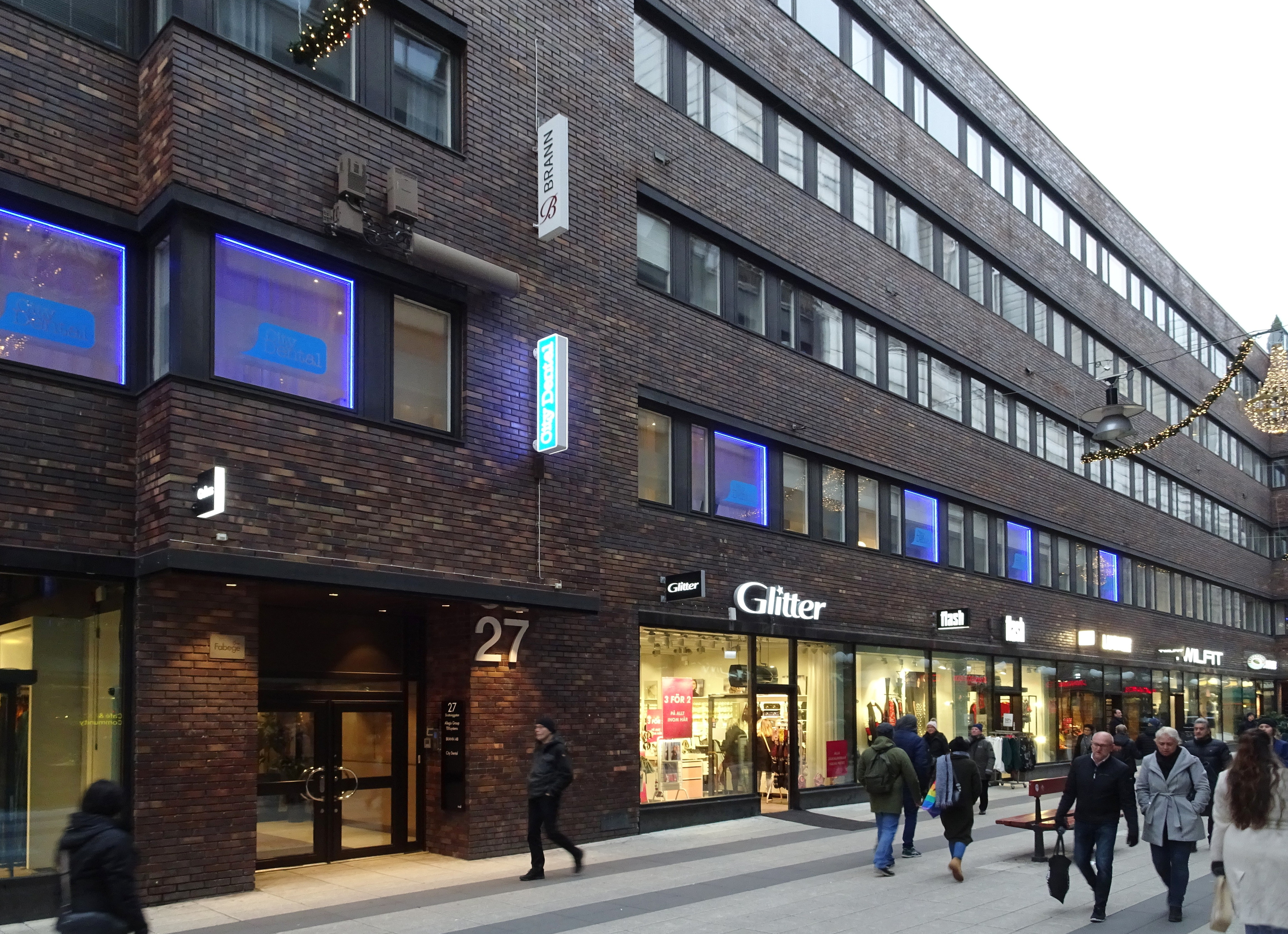
Mot Drottninggatan norrut
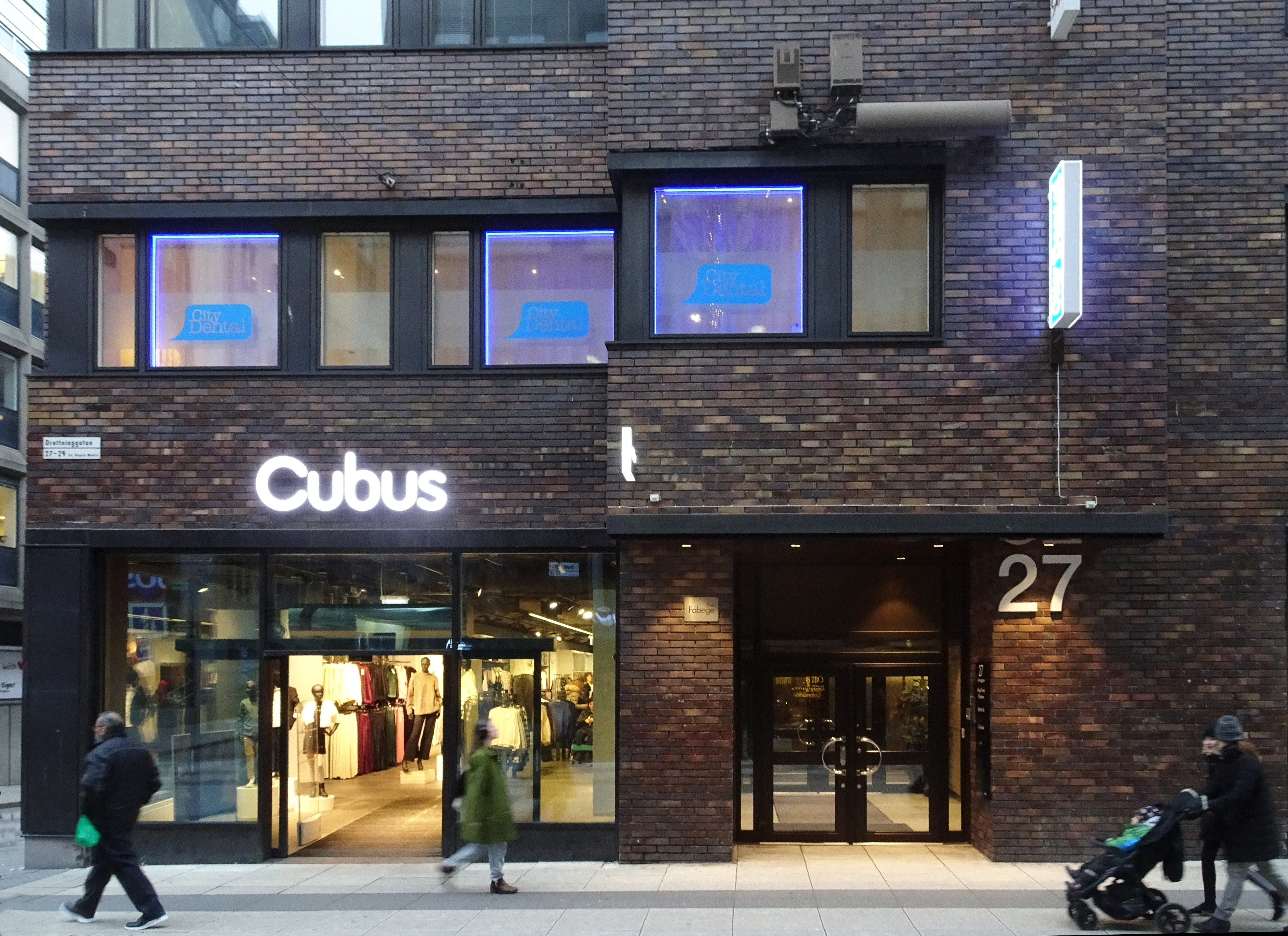
Entré Drottninggatan 27
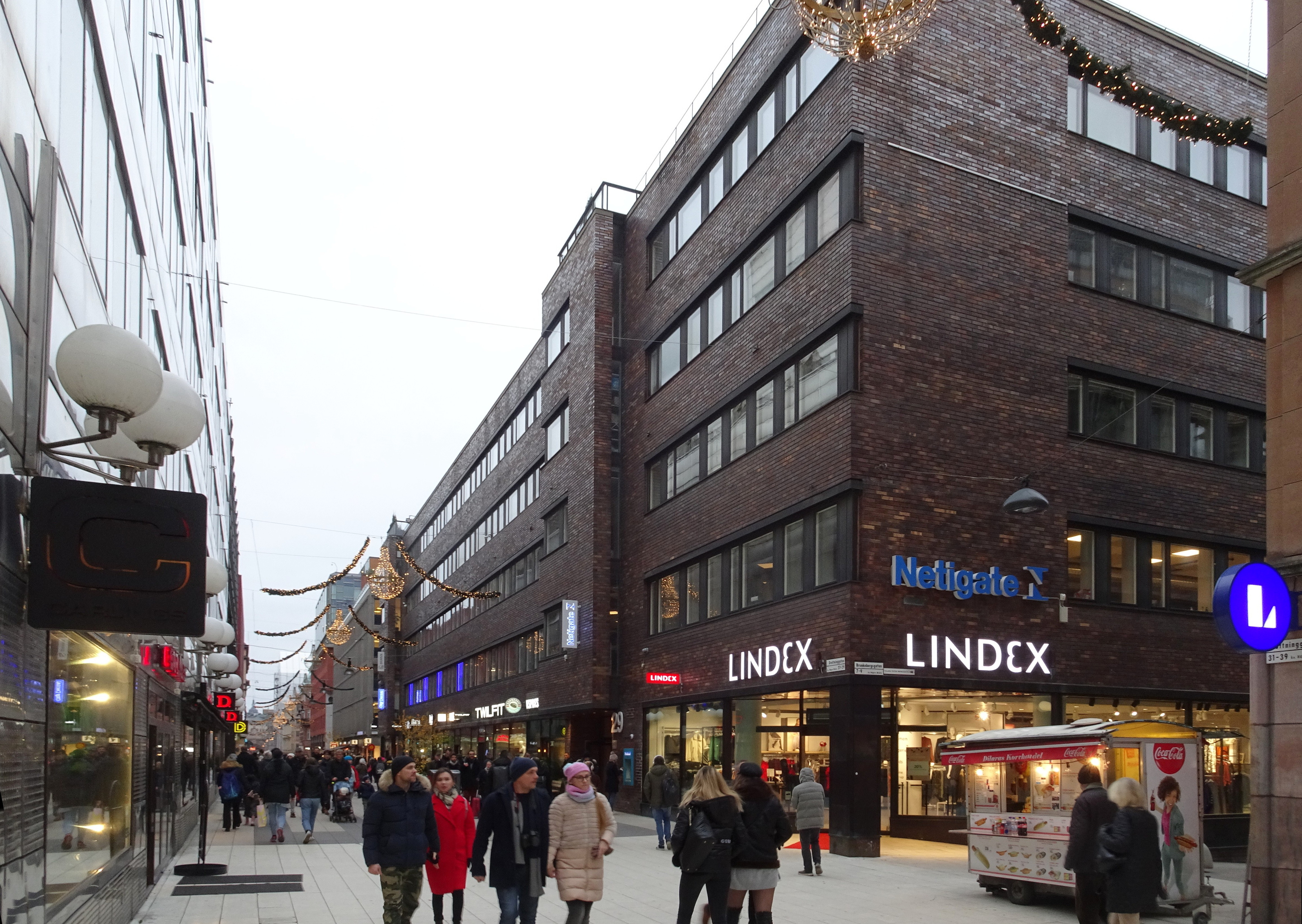
Mot Drottninggatan söderut
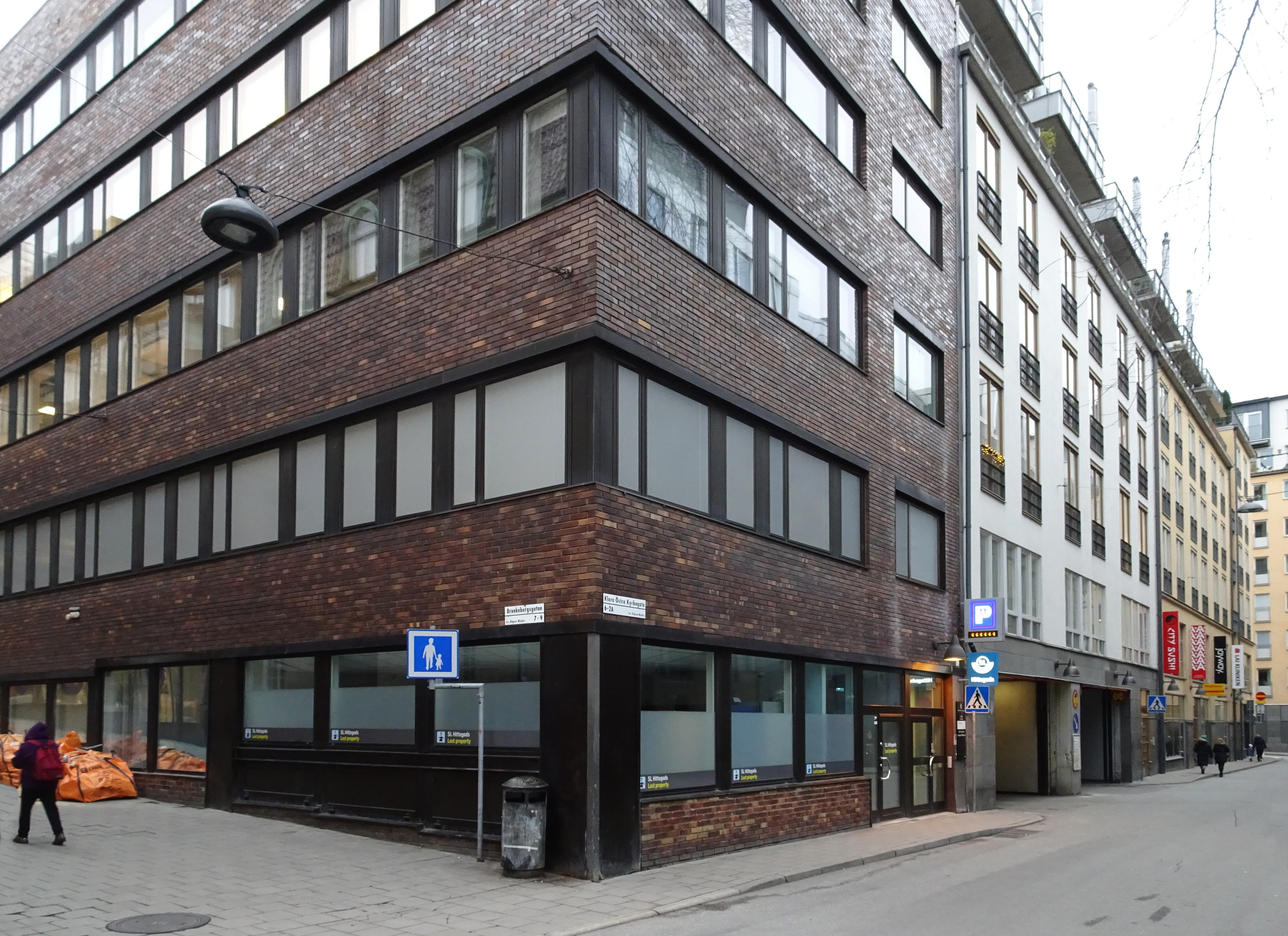
Mot Klara östra kyrkogata